# Antonio Adelardo
Antonio Adelardo García Fernández (Olvera, 5 de marzo de 1910, Sevilla, 27 de febrero de 1985).
Doctor en medicina, poeta, pintor y ateneísta. Nacido en Olvera en 1910, sus obras se encuentras en los museos de Basilea y Santa Fe, así como en colecciones particulares en ciudades de todo el mundo. Ha realizado ilustraciones originales para libros de autores  como Valle Inclán o Marañón.